# Eritrosina

El Código CEE E127 o Eritrosina es un compuesto organoyodado que se usa como colorante rojo violeta, cuya fórmula química es C20H6I4O5.
Datos relevantes:
Cód.CEE: E127
- C.I.N.º: 45430
- C.I.Nombre: Acid Violet 051
- C.I.Food: Food Red 014
- Otros nombres: Red 3, Iodoeosina, Eritrosina BS

Se usa principalmente como colorante de alimentos, para tinta de impresora, como mancha biológica, etc. Puede causar fotosensibilidad (sensibilidad a la luz) y la Agencia Federal de Alimentación useña ha determinado que es pro-cancerígena. Es un xenoestrógeno. Junto con otros colorantes sintéticos para alimentos han estado implicados en  (trastorno de déficit atencional (TDAH), aunque no han sido publicados aún resultados concluyentes. Los EE. UU. han prohibido su utilización en alimentos a partir del 20 de enero de 2025.